# 石井ちゃんとゆく!
『石井ちゃんとゆく!』（いしいちゃんとゆく）は、かつて北海道文化放送（UHB）で放送されていたローカルテレビ番組（ミニ番組）である。
2014年3月30日の放送をもって最終回を迎えた。
放送時間は毎週日曜日の17:25 - 17:30。かつての放送時間は毎週木曜日の21:54 - 22:00で、実質放送時間は2分30秒（うちCM20秒）だった。初年度タイトル「石井ちゃんがゆく！」で45回、2年目以降は「石井ちゃんとゆく！」として589回放送され、延べ回数は634回。

## 概要
ユニバーサルデザイン（UD）のキャンペーン番組。出演者は石井雅子。
2002年10月に「障害者インターナショナル（DPI）世界会議」が札幌市で開催されることへの協力として、UHBは2001年1月からUDキャンペーンを実施。その一環として、開局30年目の節目でもある同年4月7日にこの番組の放送を開始した。当初のタイトルは『石井ちゃんがゆく!』だった。番組2年目の2002年4月6日に、担当プロデューサーの「視聴者のみなさんと石井ちゃんが一緒にいく！」というコンセプトにしたらどうか…という意見により名前を変更した。2008年の年間平均視聴率は14.5%だったという。